# Ancylolomia paraetoniella
Ancylolomia paraetoniella là một loài bướm đêm trong họ Crambidae.